# Mlaștinile Murani (sit SPA)
Mlaștinile Murani este o arie protejată (arie de protecție specială avifaunistică — SPA) din România întinsă pe o suprafață de 329,8 ha, integral pe uscat.

## Localizare
Situl se întinde pe teritoriile administrative ale comunelor Orțișoara și Pișchia din județul Timiș. Centrul sitului Mlaștinile Murani este situat la coordonatele 45°56′39″N 21°20′35″E / 45.944208°N 21.343178°E.

## Înființare
Situl Mlaștinile Murani a fost declarat arie de protecție specială avifaunistică (ROSPA0079) în octombrie 2007 pentru a proteja câteva specii avifaunistice. Acesta se suprapune cu rezervația naturală Mlaștinile Murani.

## Biodiversitate
Situată în ecoregiunea stepică, aria protejată nu include niciun habitat protejat.
La baza desemnării sitului se află 4 specii de păsări protejate la nivel european sau aflate pe lista roșie a IUCN, astfel: chirighiță-cu-obraz-alb (Chlidonias hybridus), chirighiță neagră (Chlidonias niger), barză albă (Ciconia ciconia) și erete de stuf (Circus aeruginosus).